# Yannick Favennec-Bécot
Pour les articles homonymes, voir Favennec.
Yannick Favennec-Bécot, né le 12 août 1958 à Chaudron-en-Mauges (France), est un homme politique français.
De sensibilité giscardienne, est successivement membre de l’UDF, de DL, de l'UMP, UDI et d'Horizons. Il est député de la troisième circonscription de la Mayenne depuis 2002 et conseiller régional des Pays de la Loire de 2004 à 2021.

## Parcours
Yannick Favennec connait l'un de ses premiers engagements politiques avec la campagne présidentielle 1974 avec Valéry Giscard d'Estaing. Après des études de droit, il devient assistant parlementaire de François Léotard. Il intègre ensuite le cabinet de ce dernier au ministère de la Défense, qu’il suit en 1986 au ministère de la Culture et de la Communication.
En 1991, il quitte le monde politique pour intégrer celui de l’entreprise où il exerce, notamment, la fonction de directeur des relations extérieures de Bull France.
Il devient en 1995 chef de cabinet du secrétaire d’État au commerce extérieur. Il rejoint ensuite François d'Aubert, le maire de Laval alors ministre de la recherche, qui le nomme directeur de cabinet en 1997.
Candidat de l'Union pour un mouvement populaire, il est élu député le 16 juin 2002 dans la troisième circonscription de la Mayenne. Il est membre du groupe de l'Union pour un mouvement populaire (UMP). Le 10 juin 2007, il est réélu député au premier tour avec 58,95 % des voix. Il est membre de la commission des affaires économiques, de l'environnement et du territoire.
Le 28 mars 2004, il est élu conseiller régional des Pays de la Loire, dans l'opposition.
Candidat dans la ville de Mayenne aux élections municipales de 2008 il obtient 39,75 % des suffrages contre 60,25 % pour son adversaire divers gauche Michel Angot, avec 75,41 % de participation. Il démissionne du conseil municipal quelques semaines plus tard.
Lors des élections régionales de 2010, il est en deuxième place sur la liste de la majorité présidentielle menée par une candidate de l'Alliance centriste. La liste obtient 47,69 % des suffrages au second tour, soit la première défaite de la droite mayennaise dans une élection départementale. Yannick Favennec est toutefois élu pour un nouveau mandat régional.
Il est réélu député dans la troisième circonscription de la Mayenne le 10 juin 2012, au premier tour, en recueillant 53,94 % des suffrages. Le 27 juin 2012, il annonce sur Twitter qu'il ne siège pas dans le groupe UMP, mais dans celui de l'Union des démocrates et indépendants (UDI), le groupe Union des démocrates et indépendants. Le 23 novembre 2012, il annonce son départ de l'UMP et son adhésion à l'UDI.
Il soutient Alain Juppé pour la primaire française de la droite et du centre de 2016. Il est réélu en juin 2017.
En 2018, il rejoint le groupe Libertés et territoires à sa création : quelques mois plus tard, Contexte indique qu'il est « venu avec beaucoup d’hésitations, “quasiment à reculons” », mais « ne regrette finalement rien et n’a aucune envie de réintégrer son groupe d’origine ».
Il quitte le groupe Libertés et territoires en septembre 2020 et rejoint quelques jours plus tard le groupe MoDem. Alors qu'il est pressenti pour rallier le groupe MoDem, ce dernier s'adjoint les services de son épouse Eloïse Kambrun-Favennec comme secrétaire générale adjointe : L'Express relève alors que « le parcours professionnel de Madame épouse opportunément celui de Monsieur », dont elle fut la collaboratrice parlementaire de 2008 à 2018, jusqu'à l'entrée en vigueur de la loi sur la moralisation de la vie politique qui interdit désormais aux parlementaires d'employer leur conjoint, leur enfant ou leur parent.
Le 26 décembre 2020, il quitte le groupe MoDem pour rejoindre le groupe UDI.
Lors des législatives françaises de 2022, il est élu dès le premier tour et l'un des quinze candidats à avoir dépassé 50 % au 1er tour, obtenant le meilleur score de la majorité présidentielle. Il rejoint le groupe Horizons avant de le quitter en janvier 2024 en désaccord avec les lois sur la réforme des retraites et l'immigration. Il rejoint le groupe LIOT mais reste membre d'Horizons qui l'investit lors des élections législatives de 2024 où il est réélu.

## Détail des mandats
- 14 mars 1983 - 1er février 1985 : conseiller municipal de Dinan (Côtes-d'Armor)
- depuis le 19 juin 2002 : député pour la troisième circonscription de la Mayenne
- 2 avril 2004 - 27 juin 2021 : conseiller régional des Pays de la Loire
- 18 décembre 2015 - 20 juillet 2017 : vice-président du conseil régional des Pays de la Loire, chargé de la ruralité

## Résultats électoraux

### Élections législatives
| Année | Parti  | Parti | Circonscription  | 1er tour | 1er tour | 1er tour | 2d tour | 2d tour | 2d tour | Issue |
| Année | Parti  | Parti | Circonscription  | Voix     | %        | Rang     | Voix    | %       | Rang    | Issue |
| ----- | ------ | ----- | ---------------- | -------- | -------- | -------- | ------- | ------- | ------- | ----- |
| 2002  |        | UMP   | 3e de la Mayenne | 7 528    | 16,64    | 2e       | 24 732  | 58,07   | 1er     | Élu   |
| 2007  | 26 703 | UMP   | 3e de la Mayenne | 58,95    | 1er      |          |         |         |         | Élu   |
| 2012  | 23 152 | UMP   | 3e de la Mayenne | 53,94    | 1er      |          |         |         |         | Élu   |
| 2017  |        | UDI   | 3e de la Mayenne | 16 004   | 1er      | 42,16    | 19 403  | 61,53   | 1er     | Élu   |
| 2022  |        | HOR   | 3e de la Mayenne | 19 187   | 1er      | 57,13    |         |         |         | Élu   |
| 2024  | 23 294 | HOR   | 3e de la Mayenne | 48,68    | 1er      | 31 379   | 68,90   | 1er     |         | Élu   |